# 서울문래초등학교
서울문래초등학교(서울文來初等學校)는 대한민국 서울특별시 영등포구에 있는 공립 초등학교이다.

## 학교 연혁
- 1985년 8월 1일 서울문래국민학교로 개교
- 1996년 3월 2일 서울문래초등학교로 교명 개칭
- 2025년 10월 29일 개교 40주년

## 참고 자료
- 서울문래초등학교 - 한국교육학술정보원 학교알리미